# Спокен (Луизијана)
Спокен (енгл. Spokane) насељено је место без административног статуса у америчкој савезној држави Луизијана.

## Демографија
По попису из 2010. године број становника је 442.
| Група             | 2000.    | 2010.       |
| Белци             | 0 (0,0%) | 414 (93,7%) |
| Афроамериканци    | 0 (0,0%) | 18 (4,1%)   |
| Азијати           | 0 (0,0%) | 1 (0,2%)    |
| Хиспаноамериканци | 0 (0,0%) | 1 (0,2%)    |
| Укупно            | 0        | 442         |